# 2022年北京オリンピックのイタリア選手団
2022年北京オリンピックのイタリア選手団は、2022年2月4日から2月20日まで中華人民共和国の北京で開催された2022年北京オリンピックのイタリア選手団の名簿。

## 選手団
- 人員: 選手 119人
- 開会式旗手: ミケラ・モイオリ[1]
- 閉会式旗手: フランチェスカ・ロロブリジーダ[2]

## メダリスト
| メダル | 選手 | 競技                             | 種目                       | 日付    |
| ------ | --- | -------------------------------- | -------------------------- | ------- |
| 金     | アリアナ・フォンタナ | ショートトラックスピードスケート | 女子500m                   | 2月7日  |
| 金     | ステファニア・コンスタンティーニ アモス・モザネル                                                                                 | カーリング                       | 混合ダブルス               | 2月8日  |
| 銀     | フランチェスカ・ロロブリジーダ | スピードスケート                 | 女子3000m                  | 2月5日  |
| 銀     | アリアナ・フォンタナ マルティナ・バルチェピナ ピエトロ・シゲル アンドレア・カシネリ アリアナ・バルチェピナ ユーリ・コンフォルトラ | ショートトラックスピードスケート | 混合2000mリレー            | 2月5日  |
| 銀     | フェデリカ・ブリニョーネ | アルペンスキー                   | 女子大回転                 | 2月7日  |
| 銀     | フェデリコ・ペレグリーノ | クロスカントリースキー           | 男子個人スプリント         | 2月8日  |
| 銀     | オマール・ヴィジンティン ミケラ・モイオリ                                                                                         | スノーボード                     | 混合団体スノーボードクロス | 2月12日 |
| 銀     | ソフィア・ゴッジャ | アルペンスキー                   | 女子滑降                   | 2月15日 |
| 銀     | アリアナ・フォンタナ | ショートトラックスピードスケート | 女子1500m                  | 2月16日 |
| 銅     | ドミニク・フィッシュナラー | リュージュ                       | 男子1人乗り                | 2月6日  |
| 銅     | オマール・ヴィジンティン | スノーボード                     | 男子スノーボードクロス     | 2月10日 |
| 銅     | ダビデ・ギオット | スピードスケート                 | 男子10000m                 | 2月11日 |
| 銅     | ドロテア・ウィーラー | バイアスロン                     | 女子7.5kmスプリント        | 2月11日 |
| 銅     | ナディア・デラーゴ | アルペンスキー                   | 女子滑降                   | 2月15日 |
| 銅     | ピエトロ・シゲル アンドレア・カシネリ ユーリ・コンフォルトラ トンマーゾ・ドッティ                                                 | ショートトラックスピードスケート | 男子5000mリレー            | 2月16日 |
| 銅     | フェデリカ・ブリニョーネ | アルペンスキー                   | 女子複合                   | 2月17日 |
| 銅     | フランチェスカ・ロロブリジーダ | スピードスケート                 | 女子マススタート           | 2月19日 |